# Шабатака
Шабатака (Shabataka или Shebitku) е нубийски фараон от кушитската Двадесет и пета династия на Древен Египет през Трети преходен период на Древен Египет. Управлява Нубия (Мерое, в дн. Северен Судан), Горен и Долен Египет през 707/6 – 690 г. пр.н.е.

## Произход и управление
Шабатака е син или племенник на Шабака и негов вице-владетел в Куш.
Отначало Шабатака се стреми към мир с могъщата Асирийската империя от североизток. През 701 пр.н.е. изпраща армия в Палестина на помощ на юдеите в обсадения от асирийците Йерусалим. Шабатака вероятно е убит при заговор на неговия братовчед или брат Тахарка.